# تيمبيرلي (مدينة)
تيمبيرلي (بالإسبانية: Temperley)‏ هي مدينة تقع في الأرجنتين في Lomas de Zamora Partido. يقدر عدد سكانها بـ 111,160 نسمة وترتفع عن سطح البحر 20 متر.

## أعلام
- خوان كارلوس مولينا
- مارتن فاسالو أرجويلو
- ماتياس سانشيز
- أغوستينا أندرادي
- دانيال دلفينو
- ليونيل ألفاريز